# Musikåret 1988

## Händelser

### Februari
- 27 – Tommy Körbergs låt Stad i ljus vinner den svenska uttagningen till Eurovision Song Contest på Malmö stadsteater i Malmö.[1]

### Mars
- 31 – Världens dyraste musikinstrument, en Stradivarius från 1709, säljs på Sohteby's i London för motsvarande 5,2 miljoner SEK av en anonym köpare.[2]

### April
- 23 – George Michael ger konsert på Johanneshovs isstadion, i Stockholm i Sverige.
- 26 – Leonard Cohen ger konsert i Stockholms konserthus.
- 28 – Musikalen Chess har premiär på Broadway.[2]
- 30 – Céline Dions låt Ne Partez Pas Sans Moi vinner Eurovision Song Contest i Dublin för Schweiz [3]

### Maj
- 1 – Frank Zappa ger konsert på Johanneshovs isstadion i Stockholm i Sverige.
- 11 – Amerikanske kompositören och sångtextförfattaren Irving Berlin fyller 100 år.[2]
- 17 – Svenska operasångaren Birgit Nilsson firas på 70-årsdagen, med program om henne i radio och TV.[2]

### Juni
- Juni
  - Michael Jackson ger konsert i Göteborg i Sverige.
  - Bruce Springsteen ger två konserter i Stockholm.
- 11 – 72 000 personer kommer till Wembley Stadium i London för att lyssna på en TV-sänd artistgala mot apartheid.[2]
- 25 – Musikalen Chess spelas för sista gången på Broadway.[2]

### Juli

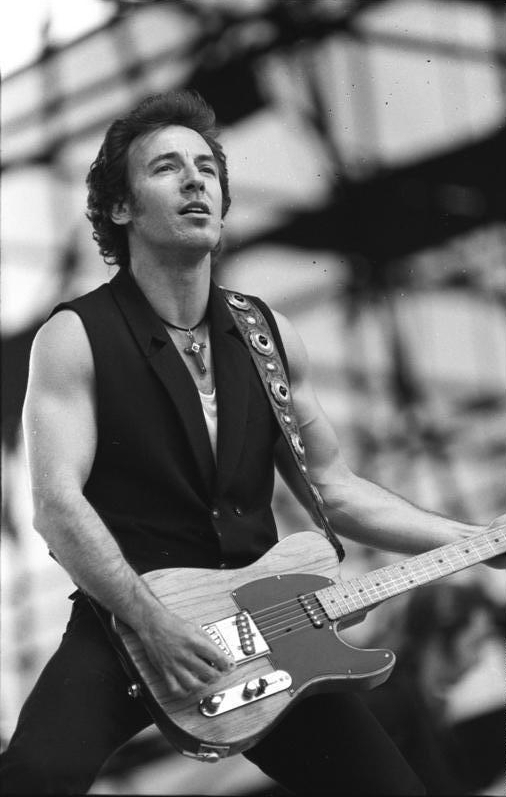
Bruce Springsteen live i Östberlin.

- 19: Bruce Springsteen ger konsert i Weißensee i Östberlin inför 500 000 människor. 160 000 biljetter sålda var alldeles för lite för östtyskarna, 340 000 till tar sig in olagligt. Man får riva stängsel så att folk inte ska skada sig. När Springsteen ser att det står Bruce Springsteen Ein Concierte fur Nicaragua istället för Bruce Springsteen featuring the E-Street Band Tunnel of Love Express Tour bestämmer han sig i ren ilska att få sista ordet med att i konserten säga att han hoppas att i framtiden ska alla barriärer (murar) vara borta. Han använde ordet mur i sitt originaltal men John Landau (Springsteens manager) tyckte det var för laddat så de bytte ut ordet. Efter det följde Bob Dylans ”Chimes of Freedom”, enligt Springsteen den bästa låten om mänsklig frihet någonsin skriven. Det har spekulerats i tidningar och nyhetskretsar över hela världen om Springsteenkonserten var av stor betydelse för murens fall. Med 500 000 ungdomar där och konserten sänd på nationell TV och radio samt att det sades att ingen i åldrarna 18 till 36 var omedveten om konserten kan den ha haft betydelse. Drygt ett år senare är muren borta. [4][5]

### Augusti
- Augusti – Metallica ger ut albumet ...And Justice for All
- 29 – Tenoren Luciano Pavarotti framträder för första gången i Sverige, då han sjunger i Stockholms konserthus.[2]

### September
- September – Den svenska musikgruppen Imperiet ger sin avskedsturné under september.

### Oktober
- Oktober
  - Miles Davis ger konsert i Stockholm.
  - Metallica ger konsert i Stockholm.

### Okänt datum
- Peter Ruzicka blir chef för Hamburgische Staatsoper och Hamburgs statsfilharmoniker.[6]
- Europe turnerar i USA som förband åt Def Leppard.
- Grammisutdelningar detta år.
- Den experimentelle österrikiske tonsättaren Gerhard Rühm ger ut en platta med något så ovanligt som "tondiktningar", Das Leben Chopins und andere Ton-Dichtungen (Chopins liv och andra tondiktningar), Edition Block EB 115/6, Berlin, DoLP.
- Gyllene skivan tilldelas Åke Johansson Trio
- Okänt datum – August Hoffmanns pianofabrik upphör.

## Priser och utmärkelser
- Atterbergpriset – Carin Malmlöf-Forssling
- Birgit Nilsson-stipendiet – Gitta-Maria Sjöberg
- Cornelis Vreeswijk-stipendiet – Tommy Johnson
- Fred Åkerström-stipendiet – Åsa Jinder
- Hugo Alfvénpriset – Robert Sund
- Jan Johansson-stipendiet – Bobo Stenson och Arne Domnérus
- Jenny Lind-stipendiet – Maria Lafveskans
- Johnny Bode-stipendiet – Anders Neglin
- Jussi Björlingstipendiet – Stefan Dahlberg
- Medaljen för tonkonstens främjande – Ann-Marie Treschow, Nils Castegren, Thore Ehrling och Stig Ribbing
- Nordiska rådets musikpris – Kraft för symfoniorkester och elektronik av Magnus Lindberg, Finland
- Norrbymedaljen – Kerstin Ek
- Rosenbergpriset – Sven-Erik Bäck
- Spelmannen – Nils-Erik Sparf och Elisabeth Erikson
- Svenska Dagbladets operapris – Siv Wennberg
- Ulla Billquist-stipendiet – Meta Roos
- Årets körledare – Gunnar Eriksson

### Grammisgalan
Grammisgalan delade ut följande priser i början av 1989:
- Årets artist: Thomas Di Leva
- Årets kompositör: Per Gessle, albumet Look Sharp
- Årets textförfattare: Mikael Wiehe, albumet Basin Street Blues
- Årets pop/rockgrupp: Wilmer X, albumet Teknikens under
- Årets kvinnliga pop/rockartist: Marie Fredriksson
- Årets manlige pop/rockartist: Mauro Scocco
- Årets nykomling: Jakob Hellman
- Årets barn: Gunilla Bergström – Alfons Åberg Hokus Pokus
- Årets folkmusik: Filarfolket Smuggel
- Årets instrumental: Janne Schaffer Electric Graffiti
- Årets jazz: Chapter Seven Thumbs Up
- Årets klassiskt: Josef Martin Kraus Sorgemusik över Gustav III
- Årets religiöst: Freda' Tusen eldar
- Årets visa: Maritza Horn Morgon i Georgia
- Årets dansband: Vikingarna Kramgoa låtar 16
- Årets producent: Dan Sundquist
- Juryns specialpris: Kjell Andersson

## Årets album
Vänligen sortera soloartister på efternamn, musikgrupper på förstabokstaven (utan engelskans "The" och "A")

### A – G
- AC/DC – Blow Up Your Video
- Elisabeth Andreasson – Älskar, älskar ej [7]
- Anthrax – State of Euphoria
- Blandade artister – Den flygande holländaren, samlingsalbum med Cornelis-sånger
- Blind Guardian – Battalions of Fear
- Blue For Two – Songs For a Pale and Bitter Moon
- Hanne Boel – Black Wolf
- Bon Jovi – New Jersey
- Bobby Brown – Don't Be Cruel
- James Brown – I'm Real
- Tracy Chapman – Tracy Chapman
- Leonard Cohen – I'm Your Man
- Christopher Cross – Back of my Mind
- Crimson Glory - Transcendence
- Deep Purple – Nobody's Perfect
- Dinosaur Jr. – Bug
- Bob Dylan – Down in the Groove
- Eddie Money – Nothing to Lose
- Edie Brickell & New Bohemians – Shooting Rubberbands at the Stars
- Lotta Engberg – 100% [8]
- Erasure – The Innocents
- Europe – Out of This World
- The Everly Brothers – Some Hearts...
- Ella Fitzgerald – Ella in Rome: The Birthday Concert
- Glenn Frey – Soul Searchin'
- Front 242 – Front by Front
- Front Line Assembly – State of Mind
- Galenskaparna/After Shave – Cyklar (album innehållande svensktoppsnoterade Under en filt i Madrid)
- Art Garfunkel – Lefty
- Guns N' Roses – G N' R Lies
- Guy – Guy

### H – R
- Helloween – Keeper Of The Seven Keys, Part 2
- Dan Hylander – Café Sorgenfri
- Kjell Höglund – Glöd
- Iron Maiden – Seventh Son of a Seventh Son
- Jean Michel Jarre – Révolutions
- Keith Jarrett – Still Live
- Keith Jarrett – Dark Intervals
- Johnny Hates Jazz – Turn Back the Clock
- Anders Jormin – Eight Pieces
- Judas Priest – Ram It Down
- Big Daddy Kane – Long Live the Kane
- Kiss – Smashes, Thrashes & Hits
- KMFDM – Don't Blow Your Top
- Ulf Lundell – Evangeline
- Yngwie Malmsteen – Odyssey
- Manowar – Kings Of Metal
- Megadeth – So Far, So Good... So What!
- Metallica – ...And Justice for All
- Michelle Shocked – Short Sharp Shocked
- Morrissey – Viva Hate
- Nick Cave & The Bad Seeds – Tender Prey
- N.W.A – Straight Outta Compton
- Orsa spelmän – Orsa spelmän (debut)
- Orup – Orup
- Public Enemy – It Takes a Nation of Millions to Hold Us Back
- Tom Paxton – Politics Live (live)
- Tom Paxton – The Very Best of Tom Paxton
- Tom Paxton – In the Orchard (live)
- Pet Shop Boys – Introspective
- Prince – Lovesexy
- Queensryche – Operation: Mindcrime
- Red Hot Chili Peppers – The Abbey Road EP
- R.E.M. – Eponymous
- R.E.M. – Green
- Sric Ric – Great Adventures of Sric Ric
- Keith Richards – Talk Is Cheap
- Roosarna – Livet är nu
- Roxette – Look Sharp! [9]

### S – Ö
- Sade – Stronger Than Pride
- Christer Sandelin – Luften darrar
- Sator – Slammer!
- Mauro Scocco – Mauro Scocco
- Nina Simone – Live & Kickin
- Patti Smith – Dream of Life
- Sonic Youth – Daydream Nation
- Soundgarden – Ultramega OK
- Status Quo – Ain't Complaining
- Steeler – Undercover Animal
- Rod Stewart – Out of Order
- Sting – ...Nada Como el Sol
- Too Short – Life is・・Too Short
- Toots – Toots in Memphis
- Toto – The Seventh One
- Traveling Wilburys – Traveling Wilburys Vol. 1
- Bonnie Tyler – Hide Your Heart
- Monica Törnell – Månfred
- U2 – Rattle and Hum
- Van Halen – OU812
- Anna Vissi – Ebnevsi
- Anna Vissi – Tora
- Steve Winwood – Roll with It
- Neil Young – This Note's for You
- Zzaj – Zzaj (debut)

## Årets singlar och hitlåtar
Vänligen sortera soloartister på efternamn, musikgrupper på förstabokstaven (utan engelskans "The" och "A")
- Alien (musikgrupp) – Only One Woman
- Elisabeth Andreasson – Nobody there but Me [10]
- Elisabeth Andreasson – Älskar, älskar ej
- Rick Astley – My Arms Keep Missing You
- Bros – Drop the Boy
- Bros – I Owe You Nothing
- Bros – When Will I Be Famous?
- Bobby Brown – Don't Be Cruel
- James Brown – I'm Real
- Eric Carmen – Hungry Eyes
- The Church – Under the Milky Way
- Phil Collins – A Groovy Kind of Love
- Phil Collins – Two Hearts
- Kikki Danielsson – John & Jill [11]
- Def Leppard – Love Bites
- Eighth Wonder – I'm Not Scared
- Lotta Engberg – Kan man gifta sig i jeans?
- Eddie Money – Walk On Water
- Lotta Engberg med Triple & Touch – 100%
- Enya – Orinoco Flow (Sail Away)
- E.U. – Da Butt
- Europe – Open Your Heart
- Europe – Superstitious
- Europe – Let the Good Times Rock
- Freda' – I en annan del av världen
- Full Force – All in My Mind
- Guns N' Roses – Sweet Child o' Mine
- Ofra Haza – Im Nina'lu
- Whitney Houston – One Moment in Time
- Ice T – I'm Your Pusher
- INXS – Need You Tonight
- Freddy Jackson – Hey Lover
- Tommy Körberg – Stad i ljus
- Johnny Kemp – Just Got Paid
- KISS – Let's Put The X In Sex
- Mauro Scocco – Sarah
- Bobby McFerrin – Don't Worry Be Happy
- George Michael – One More Try
- Tommy Nilsson – Miss My Love
- Tommy Nilsson – Maybe We're About To Fall In Love
- Tone Norum och Tommy Nilsson – Allt som jag känner
- Orup och Karin Wistrand – Stanna hos dej
- Orup – Min mor sa till mej
- Dolly Parton – I Know You By Hear
- Dolly Parton – Make Love Work
- Pet Shop Boys – Heart
- Pet Shop Boys – Domino Dancing
- Pet Shop Boys – Left to My Own Devices
- Primitives – Crash
- Mikael Rickfors – Vingar
- Morrissey – Suedehead
- Morrissey – Every Day is Like Sunday
- Roger – I Wanna be Your Man
- Roxette – Chances [9]
- Roxette – I Call Your Name [9]
- Roxette – Dressed for Success [9]
- Roxette – Listen to Your Heart [9]
- Sanne Salomonsen – Den jeg elsker elsker jeg
- Sha-Boom – R.O.C.K.
- Johnny Hates Jazz – Shattered Dreams
- Björn Skifs – Akta dej
- Strebers – Bad Boys Behind Bars (Ditt Blod/Mitt Blod)
- Style – It's a Secret
- Suzzies orkester – Dansar i månens sken
- Patrick Swayze och Wendy Fraser – She's Like The Wind
- Keith Sweat – I Want Her
- T'Pau – China in Your Hand
- Terence Trent D'Arby – Sign Your Name
- Thompson Twins – In the Name of Love '88
- Tiffany – Could've Been
- Today – Girl, I Got My Eyes on You
- Trance Dance – You're Gonna Get It
- Trance Dance – Joy Toy
- U2 – Desire
- Werner & Werner (Sven Melander och Åke Cato) – Vår julskinka har rymt
- Whispers – In the Mood
- Keith Whitley – When You Say Nothing at All
- Kim Wilde – You Came
- Steve Winwood – Roll with It
- Yazz & The Plastic Population – The Only Way Is Up

## Sverigetopplistan1988
| Datum                  | Låttitel                          | Artist/grupp                    | Bakgrund       |
| ---------------------- | --------------------------------- | ------------------------------- | -------------- |
| 6 januari 1988 (2v)    | Tänd ett ljus                     | Triad                           | Sverige        |
| 20 januari 1988 (2v)   | Always on My Mind                 | Pet Shop Boys                   | Storbritannien |
| 3 februari 1988 (2v)   | Heaven is a Place on Earth        | Belinda Carlisle                | USA            |
| 17 februari 1988 (10v) | Allt som jag känner               | Tone Norum & Tommy Nilsson      | Sverige        |
| 27 april 1988 (4v)     | Maybe We're About To Fall In Love | Tommy Nilsson                   | Sverige        |
| 25 maj 1988 (6v)       | Only One Woman                    | Alien                           | Sverige        |
| 6 juli 1988 (2v)       | Den jeg elsker                    | Sanne Salomonsen                | Danmark        |
| 10 augusti 1988 (6v)   | Superstitious                     | Europe                          | Sverige        |
| 21 september 1988 (2v) | The Only Way Is Up                | Yazz And The Plastic Population | Storbritannien |
| 5 oktober 1988 (6v)    | Hand In Hand                      | Koreana                         | Sydkorea       |
| 16 november 1988 (6v)  | Sarah                             | Mauro Scocco                    | Sverige        |
| 28 december 1988 (4v)  | Vingar                            | Mikael Rickfors                 | Sverige        |

## Födda
- 20 februari – Rihanna, barbadisk sångerska.
- 6 mars – Agnes Carlsson, svensk sångare och dokusåpadeltagare, vinnare av Idol 2005.
- 5 maj – Adele (sångare), brittisk sångerska.
- 1 juni – Tamaki Nami, japansk artist.
- 25 juli – Jens Pääjärvi, svensk sångare och dokusåpadeltagare, medverkade i Idol 2005.
- 8 september – Gustav Schäfer, trummis i det tyska rockbandet Tokio Hotel.
- 12 september – Amanda Jenssen, svensk sångare.
- 14 december – Vanessa Hudgens, amerikansk sångare och skådespelare.

## Avlidna
- 30 januari – Gustaf Hiort af Ornäs, 86, svensk skådespelare och sångare.
- 7 mars – Divine, 42, amerikansk dragqueen, sångare och skådespelare.
- 8 mars – Henryk Szeryng, 69, polsk violinist och kompositör.
- 10 mars – Andy Gibb, 30, australiensisk musiker, medlem av The Bee Gees.
- 20 mars – Gil Evans, 75, amerikansk jazzpianist, arrangör, kompositör och orkesterledare.
- 9 april – Brook Benton, 56, amerikansk soulsångare.
- 13 maj – Chet Baker, 58, amerikansk jazzmusiker.[2]
- 25 juni – Hillel Slovak, 26, amerikansk musiker, gitarrist i Red Hot Chili Peppers.
- 6 augusti – Håkan Parkman, 32, svensk kompositör, arrangör och dirigent.
- 19 september – Gunnar Lundén-Welden, 73, svensk musiker, kapellmästare, musikarrangör och kompositör.
- 26 september – Bruce Haack, 86, kanadensisk musiker, föregångare inom elektronisk musik.
- 19 oktober – Son House, 86, amerikansk bluesmusiker.
- 6 december – Roy Orbison, 52, amerikansk sångare och låtskrivare.[2]
- 16 december – Sylvester, 41, amerikansk discosångare.

### Fotnoter
1. ↑  ”Poplight - Melodifestivalen”. Arkiverad från originalet den 24 maj 2012. https://archive.is/20120524215553/http://poplight.zitiz.se/melodifestivalen/1988. Läst 24 maj 2012.
2. 1 2 3 4 5 6 7 8 9   Horisont 1988. Bertmarks
3. ↑  Poplight - Eurovision Song Contest.
4. ↑  ”Rocksommaren som blev början till slutet för Östtyskland” (på svenska). Sveriges Radio. 2 augusti 2018. https://sverigesradio.se/artikel/7011421. Läst 26 september 2021.
5. ↑  ”När Bruce Springsteen kom till DDR” (på svenska). Sveriges Radio. 26 augusti 2018. https://sverigesradio.se/avsnitt/1133348. Läst 25 september 2021.
6. ↑  unattributed (undated). ”Curriculum vitae (conductor)”. unidentified publisher. http://www.peter-ruzicka.de/en/curriculum-vitae.html. Läst 2 september 2008.
7. ↑  Elisabeth Andreassen fansite – Skivhistorik
8. ↑  Lotta Engbergs diskografi Arkiverad 3 februari 2011 hämtat från the Wayback Machine.
9. 1 2 3 4 5  Roxettes diskografi Arkiverad 24 augusti 2011 hämtat från the Wayback Machine.
10. ↑  Elisabeth Andreassen fansite – Låthistorik Arkiverad 11 november 2013 hämtat från the Wayback Machine.
11. ↑  Kikkis största hits Arkiverad 18 mars 2012 hämtat från the Wayback Machine.